# Centrum Opatrzności Bożej
Centrum Opatrzności Bożej – instytucja kultury powołana dekretem metropolity warszawskiego kardynała Kazimierza Nycza z dnia 27 listopada 2007 roku.

## Opis
Celem działania Centrum jest ukazanie wspólnej historii i tradycji Kościoła katolickiego oraz narodu polskiego w walce o wolność i niepodległość Rzeczypospolitej Polskiej i wkładu Kościoła w odzyskanie niepodległości.
Głównym zadaniem Centrum jest podejmowanie pracy związanej z budową całego kompleksu Opatrzności Bożej, m.in. Świątyni Opatrzności Bożej, Panteonu Wielkich Polaków i centrum edukacyjno-kulturalnego.
Centrum realizuje swoje statutowe cele m.in. przez pozyskiwanie funduszy, działalność wydawniczą i organizację dorocznego Święta Dziękczynienia, współpracując z licznymi organizacjami na szczeblu rządowym, samorządowym i kościelnym. Wspiera inicjatywy społeczne i kulturalne.

## Wspólnota DarczyńcówProvidentia Dei
Przy Centrum Opatrzności Bożej działa Wspólnota Darczyńców Providentia Dei. Wspólnotę powołał do życia metropolita warszawski Kazimierz kardynał Nycz. Wspólnota darczyńców liczy 80 tysięcy osób.